# شکلات (فیلم، ۲۰۱۶)
شکلات (انگلیسی: Chocolat) فیلمی در ژانر زندگینامه‌ای و درام به کارگردانی رشدی زیم است که در سال ۲۰۱۶ منتشر شد.

## بازیگران
- رشدی زیم
- عمر سی
- جیمز تیری
- کلوتید امه
- الیویه گورمه
- فردریک پیرو
- نوئمی لووفسکی
- آلیس دو لانکسن
- الکس دسکاس
- زاویه بووا